# Madinat Zayed
Madinat Zayed (en árabe: مَـدِيْـنَـة زَايِـد , literalmente "Ciudad de Zayed") es la ciudad más grande y el centro administrativo de la región de Al Dhafra, en el Emirato de Abu Dhabi en los Emiratos Árabes. Fue fundada en 1968 por el jeque Zayed bin Sultan Al Nahyan. El cercano campo de gas Habshan es un recurso natural importante.
Con una población de 29.095 habitantes según el censo de 2005, Madinat Zayed está situada a 180 km al suroeste de la ciudad de Abu Dhabi, y a 50 km de la costa.